# Estische Kunstacademie
De Estische Kunstacademie (Eesti Kunstiakadeemia, EKA) is een universiteit voor de kunsten in de Estische hoofdstad Tallinn. De instelling werd in 1914 opgericht en draagt sinds 1995 haar huidige naam. De academie bestaat uit vier faculteiten: een voor architectuur, een voor design, een voor kunstgeschiedenis, kunsteducatie en erfgoedbeheer (samen: 'kunstcultuur') en een voor vrije kunsten. De instelling is sinds 2018 gevestigd in een voormalige fabriek in de wijk Kalamaja. Ook beschikt de academie over een eigen museum.

## Geschiedenis
De academie was, toen ze in 1914 als Kunstnijverheidsschool van Tallinn (Tallinna Kunsttööstuskool) door de Estische Kunstvereniging (Eesti Kunstiselts) werd opgericht, afgezien van de universiteit van Tartu de eerste hogeronderwijsinstelling in Estland, dat toen nog tot tsaristisch Rusland behoorde. De stad Tallinn nam de instelling algauw over (1916) en in 1920 werd het een staatsinstelling, wat vier jaar later werd onderstreept door een nieuwe naam: Staats-Kunstnijverheidsschool (Riigi Kunsttööstuskool). Het onderwijs was in de eerste jaren geschoeid op het voorbeeld van de Petersburgse Stieglitz-academie, waar veel docenten hun opleiding hadden genoten. Dat gold ook voor de eerste directeur, Voldemar Päts, een jongere broer van de staatsman Päts.
In 1951, vele naamswijzigingen en staatkundige veranderingen later, werd de afdeling architectuur van (de voorloper van) de technische universiteit naar de kunstacademie (vanaf toen: Staats-Kunstinstituut van de Estische SSR of ERKI) overgeheveld. De ERKI ging in 1989 Kunstuniversiteit van Tallinn heten en in 1995 Estische Kunstacademie.
Gedurende het grootste deel van haar bestaan was de opleiding gevestigd aan de kop van de Tartu maantee. Op die plek had ook nieuwbouw tot stand moeten komen, maar nadat het oude gebouw al gesloopt was, werd het ambitieuze Art Plaza afgeblazen, waardoor het voortbestaan van de academie zelfs in het gedrang kwam. In 2018 konden de tijdelijke onderkomens worden ingeruild voor het gebouw van de voormalige Rauaniit-sokkenfabriek, een industrieel monument uit 1933. 